# سهره نوک‌قیچی دونواره
سهره نوک‌قیچی دونواره (نام علمی: Loxia leucoptera) نام یک گونه از سرده نوک‌ضربدری است.